# Pianoconcert (Schumann)
Het Pianoconcert in a-mineur, op. 54 van Robert Schumann is een beroemd pianoconcert uit de hoogromantiek, voltooid in 1845.

## Achtergrond
Schumann heeft, voordat dit concert ontstond, diverse pogingen gedaan een pianoconcert te componeren. In 1828 startte hij een concert in Es-majeur, van 1829 tot 1831 werkte hij aan een concert in F-majeur en in 1839 schreef hij een eerste deel van een concert in d-mineur. Geen van deze werken werd voltooid.
In 1841 schreef Schumann een Fantasie in a-mineur voor piano en orkest, die op 13 augustus 1841 in première ging in het Gewandhaus in Leipzig, met als soliste Schumanns vrouw Clara Wieck. Zij spoorde hem aan er een volwaardig driedelig concert van te maken. In 1845 voegde hij een Intermezzo en een Finale toe om het werk af te ronden. Het werd het enige pianoconcert dat Schumann voltooide.
Het complete concert ging in première in Dresden op 4 december 1845, waarbij Clara soleerde en Ferdinand Hiller (aan wie het werk was opgedragen) dirigeerde.
Dit concert heeft waarschijnlijk model gestaan voor het pianoconcert in a mineur dat Edvard Grieg schreef. Griegs concert begint net als Schumanns concert met een enkel krachtig akkoord, waarna de pianist gelijk invalt met een sterk en dalend motief.
Na voltooiing van dit concert schreef Schumann twee andere concertante werken voor piano en orkest: Introductie & Allegro Appassionato in G majeur (Op. 92), en Introductie & Allegro Concertante in d mineur (Op. 134).

## Instrumentatie
2 fluiten, 2 hobo's, 2 klarinetten, 2 fagotten, 2 hoorns, 2 trompetten, pauken, strijkers en piano.

## Structuur
Het werk bestaat uit drie delen, waarvan deel 2 en 3 zonder onderbreking in elkaar overgaan:
1. Allegro affettuoso (a-mineur)
2. Intermezzo: Andantino grazioso (F-majeur)
3. Allegro vivace (A-majeur)

Schumann gaf er zelf de voorkeur aan dat in programma's slechts twee delen vermeld zouden worden:
1. Allegro affettuoso
2. Andantino & Rondo

De vermelding van drie delen werd echter meer gangbaar.

### 1. Allegro affettuoso
Het stuk opent met een energiek akkoord, gespeeld door strijkers en pauken, dat wordt gevolgd door paar maten met een ritmische en sterke dalende lijn van de piano. Het hoofdthema wordt door de blazers geïntroduceerd. Daarna krijgt de pianosolist met dit thema het woord. Schumann varieert veelvuldig dit thema. Eerst in mineur, later in majeur, en fragmenten ervan duiken veelvuldig op wanneer het stuk zich verder ontwikkelt, ook halverwege het eerste deel in vertraagde vorm, wanneer er een As-majeur sectie voorbijkomt. De klarinet wordt veel gebruikt tegen de piano aan in dit deel. Richting einde van dit deel staat een lange cadens voor de solopiano, die uitmondt in een krachtig en opgewonden coda met orkest en piano.

### 2. Intermezzo
Dit deel draagt de aanduiding Andantino grazioso en staat in F-majeur. De pianist en strijkers openen met een kort delicaat motiefje, dat het hele deel steeds terugkomt. Wanneer de celli en later de strijkers het hoofdthema spelen begeleidt en omspeelt de pianist voornamelijk. Het deel sluit af met een korte terugblik op het eerste deel en een vooruitblik op het laatste deel, dat zonder onderbreking volgt.

### 3. Allegro vivace
Dit deel draagt de aanduiding Allegro vivace en staat in A-majeur. Soms wordt het deel aangeduid met de titel Finale (Rondo).. Het deel opent met een snelle stijgende opmaatpassage van de strijkers (aan het einde van deel 2), waarop de piano direct het hoofdthema speelt. Schumann toont grote variëteit en kleur in dit deel. Het thema is markant en de strijkers nobel. Hoewel het deel in 3/4 maat staat, manipuleert Schumann het vaak zo dat de luisteraar niet gemakkelijk kan waarnemen waar de puls zit of wat de maatsoort nu precies is. Het deel eindigt met reminiscenties aan de eerdere thema's en een vrolijk en virtuoos klinkend coda.

## Trivia
- De eigenaar van een muziekantiquariaat in Oxford – de tot Brit genaturaliseerde Duitser Albrecht (Albi) Rosenthal – bemachtigde in 1989 op een veiling het door Schumann ondertekende manuscript van het pianoconcert, dat eerder in handen van een privéverzamelaar was geweest, voor 880.000 pond.[2]